# ファイアーエムブレム 暁の女神
『ファイアーエムブレム 暁の女神』（ファイアーエムブレム あかつきのめがみ、Fire Emblem: Radiant Dawn）は、インテリジェントシステムズ開発、任天堂発売のWii専用ゲームソフト。キャッチコピーは「共に戦い、共に生きる」。

## 概要
ファイアーエムブレムシリーズの第10作目。シリーズ初のWii向け作品。前作『蒼炎の軌跡』の直接の続編であり、3年後の世界が舞台となっている。ムービーがあり、操作する部隊・ユニットは入れ替わる。チュートリアルモードがある。
2006年5月9日に開催されたE3の会場における任天堂のプレゼンテーション内で初めて公開され、日本では2007年2月22日に発売された。2007年11月以降に発売した北米・ヨーロッパ・オセアニアは後述する変更点がある。
キャラクターデザインは、前作と同様に北千里が担当する。金田妙子は『烈火の剣』以来のディレクターを務め、前作ディレクターの堀川将之は、プロジェクトアシスタント担当した。
なお、Wiiチャンネル『みんなのニンテンドーチャンネル』内の「みんなのおすすめ」ではブロンズランクを獲得している。

## ゲームシステム
基本システム
前作『蒼炎の軌跡』のシステムをベースとして、多少の変更点がある。
シナリオについて
4部構成となっており、ミカヤ（+サザ）が第1部の主人公、前作ヒロインのエリンシアが第2部の主人公、前作主人公でもあるアイクが第3部の主人公を務め、第4部では再びミカヤとアイクが中核となる（今作には主人公専用職「ロード」は登場しない）。また、2周目以降のプレイでなければ仲間にできないキャラクターや発生しないイベントが存在し、1度クリアしただけでは物語をすべて見ることはできなくなっている。
難易度について
難易度選択は前作同様、「ノーマル」、「ハード」、「マニアック」の3種類。ただし、「マニアック」は「ハード」を一度クリアしないとプレイできない。また、「ノーマル」は「ハード」以上と会話のテキストが異なり、チュートリアル的な台詞が多くシナリオが簡略化されているが、「マニアック」&「ハード」は同一のものとなる。本作の「マニアック」は、取得経験値が減少する、敵の行動範囲が表示されない、武器の3すくみが無効になるといったシステム的な変更点が多い。
武器について
鉄系武器の下位種で必殺が出せない青銅系の武器が初登場。また、物理ダメージで間接攻撃できる剣（手槍、手斧と同類）、および大剣の槍版と斧版である長槍、戦斧が登場。軽器系は短剣系になり剣から独立、3すくみから外れる系統になり、鉄・鋼・銀といった素材分離が図られ、さらに間接攻撃対応の短剣も登場した。近接攻撃可能な弓として、弩（いしゆみ）が登場。この武器はシューター同様、力に関係なく武器威力がそのまま攻撃力になる武器となっており、武器レベルも存在しない。また、武器の素材名（鉄、鋼、銀など）がすべて漢字表記になった。
武器レベルSの上にSSが追加され、各系統最上位の武器が揃っている。前作では最上位の武器は一部しか入手できなかったが、今回はすべてを入手できるようになった。また、今作ではほとんどの兵種が、下級職から使える武器1つしか武器レベルがSSにならない（一部の兵種は2つ武器レベルがSSにできる）。
新たにラグズ用の武器レベル「打」が追加。ラグズの武器は自身の爪や牙などの生来のものであるため、もちろん交換することはできないが、打の武器レベルを上げると、威力と命中が上昇していく。
武器の3すくみ
武器の3すくみは、『聖戦の系譜』以来続いている「剣→斧→槍→剣」となっている。魔法の3すくみに関しては、『蒼炎の軌跡』の「風→雷→炎→風」（『聖戦の系譜』、『トラキア776』も同様）に加え、「風」、「雷」、「炎」をまとめて「理」として、『封印の剣』、『烈火の剣』、『聖魔の光石』と同様の「理→光→闇→理」が追加された。
杖について
杖が装備品になり、使用すると自動的に杖を装備した状態になるよう変更された。これにより、「武装解除」のスキルで外すか、別の武器に持ち替えないかぎり敵ユニットが持つ杖を盗むことはできなくなった（逆に、杖を持つ敵から簡単に魔法を盗むことが可能になった）。杖の種類によって、体力回復や能力値の上昇などさまざまな装備効果がある。
また、杖装備ユニットや化身前ラグズ（鷺の民は除く）が戦闘で敵に攻撃されたとき、反撃を行うようになった。ただし、自分から攻撃を仕掛けることはできない。
武器の練成
前作と異なり、1章につき1つではなく、武器を売るとポイントが溜まり、50ポイントで1つ練成武器を作れるという仕様に変更された。また、コインを使うとランダムで威力、命中、必殺にボーナスがつく。
マップについて
シリーズで初めて、高低差のあるマップが導入される。段差の上と下とでは、威力と命中率に大きな補正効果が働く。騎馬ユニットは段差を通過することができない。
屋内マップでは、騎馬・飛行ユニットの移動力が2マイナスされる。
本作では、各マップごとに「属性」が設定されている。これは、支援の効果に影響を及ぼす各ユニットの属性と対応しており、マップとユニットの属性が一致した場合、そのユニットの命中と回避が+5される。大抵の場合は、そのマップの敵将とマップの属性が対応している。
ユニットについて
ベオクのユニットに、従来の下級クラス、上級クラスに加えて、さらにその上の最上級クラスが登場する。また、ラグズの最大Lvは40となった。本作ではクラス名がすべて漢字表記となり、主に英語を元にしたルビが振られている。ただし、直訳ではなかったり、複数の言語が混ざっているものもある。
重歩兵系ユニットに関しては、『聖戦の系譜』『トラキア776』同様、扱う武器による兵種分割が図られた。ただし、弓を扱う重歩兵系は存在しない。
竜騎士系ユニットの特性が、竜鱗族と統合になった。これにともない、シリーズ開始以来続いていた竜騎士系ユニットに対する弓特効、風特効が消滅。そのかわりに、竜鱗族同様、雷特効がついた。さらに、これまでのシリーズと違い、メイン武器が槍から斧に変更された（槍は上級職から使用可）。
ラグズユニットの化身システムが見直され、化身はゲージが満タンであればいつでも任意に行えるように変更された。また、化身時にはHPと幸運を除いたパラメータが2倍（「半化身」時は1.5倍）になるように変更された。
スキルシステムについて
前作までとは違いスキルの脱着が自由になり、複数のユニットにスキルを使いまわすことが可能になった。初めから持っている個人スキルに関してはキャパシティ消費無しで装着されているが、再習得時は従来どおりキャパシティを消費する。
また、「体当たり」、「再移動」がスキル扱いとなり、外せない仕様になっている。GBAシリーズに存在した必殺補正もスキル扱いで再登場し、特定兵種に固定で付く。
バイオリズムについて
前作では、命中と回避が±5される程度の瑣末な要素でしかなかったが、今作では前作の「好調」、「不調」に加えて「絶好調」、「絶不調」が導入され、命中と回避が最大で±10も変動するようになった。さらに、命中と回避だけでなく、スキルの発動率やマップに隠された財宝の発見確率にまで影響を及ぼすようになり、非常に存在感のある要素となった。
また、前作ではすべてのユニットでバイオリズムの波形が一律であったが、今作ではいくつかのパターンが用意されており、ユニットごとに調子が入れ替わる周期や、同じ調子が続く長さなどが異なる。なかには、絶好調や絶不調が存在せず、好調から不調の間まででしか調子が変化しないユニットや、ターンが経過しても一切調子が変化しないユニットも存在する。これにより、バイオリズムの波形においてもユニットの個性が生まれることとなった。
支援システムについて
本作では1人としか支援を結べないかわりに支援相手が固定されておらず、すべてのキャラクターの組み合わせで支援関係を結ぶことができる。また、結んだ支援関係を解消することも可能になった。ただし、すべての組み合わせ分の支援会話は用意されておらず、数行程度のテンプレート会話になっている。前作と違い、支援会話は支援関係を結んだあとにマップで任意に発生させるようになり、双方向に会話がある。また、絆支援の相手、効果もユニットデータ画面に表示されるようになった。
データの引継ぎ
『蒼炎の軌跡』のクリアデータが入ったメモリーカードがあると、データを引き継いでゲームを始めることができる。初期パラメータと武器レベルの上昇、絆支援の追加、クリア後に『蒼炎』で発生させた支援会話を見ることができるなどの特典がある。
その他
- ハード性能の向上によって、画質とレスポンスがやや向上した。
- 前作では戦闘画面に命中率やダメージ、必殺率が表示されなかったが、本作では再び表示されるようになった。
- 戦闘時、発動した必殺・スキル・支援が表示されるようになった。
- 持ち物が『蒼炎の軌跡』『紋章の謎』の武器4つ+アイテム4つではなく、『聖戦の系譜』『トラキア776』と同じ、武器とアイテム合わせて7つまで持てるという仕様に変更された。
- 拠点の「情報」が「会話」という名称に変更された。
- 拠点に「書庫」が追加され、人物相関図や用語集などが見られるようになった。
- 拠点でボーナスEXPを使ってレベルアップした際、必ず3つの能力値が上昇するように変更された。
- レベルアップしたとき、必ず1つ以上の能力値が上昇するようになった。
- HPが一定以下になったり状態異常になったりすると、そのユニットが疲れたようなポーズをとり、戦闘前の動きもしなくなる。
- 戦闘アニメではHPが0になると倒れるだけになり、フィールド上でロスト（消滅）する。それにともない、ロスト前の台詞もフィールド上で行われるようになった。また、戦闘前の台詞もフィールド上で発生する。
- 初代から受け継がれてきたタイトルロゴの書体が変更された（ゴシック系書体から明朝系書体へ）。ただし、本作のロゴは以降の作品には継承されず、リメイク作品の『新・暗黒竜と光の剣』『新・紋章の謎』では初代のロゴに戻され、『覚醒』以降は本作とは異なるスタイリッシュなデザインに刷新されている。
- 『蒼炎の軌跡』では、別のゲームキューブメモリーカード間でのセーブデータの「コピー」は不可能で「移動」は可能だったが、本作では移動もできない。

ムービー

前作に引き続き、ゲームのプレイ中にムービーが挿入されているシーンがある。前作と比較して収録時間は長くなっているが、ゲームの本分は「プレイ部分」であるとしてるため、それを損なわない程度の分量となっている。ちなみに、ムービーは16:9で製作されているが、日本語版は4:3での出力しかできないため、ノーマルテレビではレターボックス、ワイドテレビでは額縁状態でしか鑑賞することができない。
登場する複数のキャラクター達は、以下の声優によるアテレコがされている（配役はアイク、サザ、漆黒の騎士/ゼルギウス、ミカヤ、暁の女神｛アスタルテ/ユンヌ｝、ミスト、ワユ以外不明）。声優陣は全員アーツビジョン、アイムエンタープライズ（アーツビジョンの子会社）所属の構成（アテレコ当時）となっている。
- 萩道彦（アイク） - 『蒼炎』に引き続き担当
- 間島淳司（サザ、シノン、漆黒の騎士/ゼルギウス） - 漆黒の騎士役のみ『蒼炎』に引き続き担当。ちなみにゼルギウスも『蒼炎』には登場しているが、『蒼炎』では声があてられるシーンがない
- 桑谷夏子（ミカヤ）
- 石井一貴（セフェラン）
- 佐久間紅美（暁の女神｛アスタルテ/ユンヌ｝）
- 鈴木達央（ライ、ティバーン）2019年4月本人のブログファイアーエムブレムのこぼれ話にて確定済み
- 西前忠久（デギンハンザー）
- 宮川美保（ミスト） - 『蒼炎』のミストは榎本温子だったが、榎本の事務所移籍のため交代
- 桑原敬一
- 浅川悠（ワユ）
- 長谷川明子
- 丹沢晃之（スクリミル）
- 長嶝高士（ナレーター） - ナレーター役のみ『蒼炎』に引き続き担当。なお、『蒼炎』ではグレイル役も担当している

このほか、第二部終章と第三部3章での兵士役には男性声優数名が、第四部終章でのミサハおよびオルティナ役に女性声優が、そして第二部終章にてティアマト・オスカー・ポーレに掛け声が当てられているが、いずれも声優は未公表である。

## ストーリー
舞台は前作『蒼炎の軌跡』の3年後のテリウス大陸となる。なお、前作の味方ユニットは全員生存している、シノンとガトリーがグレイル傭兵団に戻っている、アイクがフォルカと契約した、ナドゥス城で漆黒の騎士を撃破していることが前提となっている。
第一部 暁の巫女
デインとクリミアの戦乱から3年、クリミアに敗れ、先王アシュナードの死により王を失った旧デイン王国は、宗主国であるベグニオン帝国の支配下に置かれていた。帝国駐屯軍の圧政に民は貧困に苦しみ、絶望の日々を送っていた。そんななか、王都ネヴァサで不思議な力を持つ「銀の髪の乙女」ミカヤはデインの民を救うため、数名の若者と共に義賊団“暁の団”として救済活動を行っていた。帝国駐屯軍の手から逃れるなか、暁の団は先王アシュナードの遺児の情報を手に入れる。ベグニオンの圧政からの祖国を解放するため、ミカヤは立ち上がる。
第二部 国とは王とは
3年前の戦いでデイン軍を退けたクリミア王国は、先王ラモンの遺児・エリンシアが女王に即位。再興が一段落し、新たな王政は順調に見えた。しかし、本来王位を継ぐ立場にいなかったエリンシアを良しと思わない貴族も多く、穏健である彼女の現王政を弱腰と非難し続け、各地でも彼らの謀略によってエリンシアへの反発の気運が着実に高まっていた…。
第三部 交わされし誓約
クリミア王国の王都メリオルから帰還した先の戦いの英雄アイクが、ガリアの獣戦士ライから衝撃の真実を聞くところから始まる。
23年前、ベグニオン帝国の先代神使ミサハの暗殺によって起きた「セリノスの大虐殺」事件。虐殺から逃れた白鷺王子ラフィエルの話では、ベグニオン帝国元老院が神使暗殺を鷺の民の仕業に見せかけ、虐殺を促したという。ガリア王国・フェニキス王国・キルヴァス王国で結成された「ラグズ連合」は真相を追究するため、帝国に使者を送る。だが帝国側は使者を斬殺するという暴挙に至った。これにより、ラグズ連合は帝国に進軍を開始。アイク率いるグレイル傭兵団もラグズ連合に協力し、再び戦乱の地に赴く。
第四部 神と人
神使サナキの皇帝軍と「血の誓約」に縛られたデイン軍の戦いの最中、突然の光によってほとんどのベオクとラグズが石に変わってしまう。困惑するアイク達の前に現れたのは、ミカヤの体を借りた「負の女神ユンヌ」であった。彼女によれば、この事態は自らと同じく「解放の呪歌」によって目覚めた「正の女神アスタルテ」が、1000年前に立てた誓いを破り、戦乱を繰り返した人に対して行った裁きによるという。アスタルテを倒しテリウス全土の人々を救うため、ミカヤ・アイク・ティバーン達はユンヌに導かれ、三手に分かれてベグニオン帝都の「導きの塔」を目指すこととなる。

## 用語
用語はほぼ『蒼炎の軌跡』と同一のものとなる。本作では変化のない用語もあるが、多くは本作でより詳細な設定が明かされる。
ベオク
【知恵の民】ともよばれる。武器、道具、言葉を巧みに用いることで繁栄した種族。修行次第で魔法の修得も可能。「ベオク」とは、「ラグズ」が好意的・中立的に意識したうえで呼ぶときの呼称で、ベオク同士の間では「人間」と呼び合うのが一般的。また、ラグズが「ニンゲン」と呼ぶときは、ベオクに嫌悪感や敵意を込めている（もともと、「ラグズ」の奴隷が、主を隠れて軽蔑する際に使った隠語で、発音は「ベオク」が使う「人間」と全く同じ）。なお、昔から“ベオクは女神に一番近しい姿”と言われている。
ラグズ
【力の民】ともよばれ、大きく、哺乳類が中心の獣牙族、鳥類が中心の鳥翼族、そして主に恐竜がベースと思われる竜鱗族の3種に分けられる。ベオクが作った武器は使えないが、気を高めて獣の姿になる化身を行うことで、自らの有する能力を最大限に引き出して、種族特有の牙や爪などで戦う。ベオクと違い貴族制は存在せず、おのおのの「王」を持つが、それにはそれぞれの種族のなかで最強の戦士が就く。ただし、鷺の民は白鷺が、竜鱗族は黒竜が強い力を持つため、必然的に世襲制となる。
ベオクに比べて身体能力が高く、基本的に対立している。また、ベオクと比べて遥かに長い寿命をもち、獣牙族で5〜6倍、鳥翼族の鷹・鴉で約10倍、鷺で1000年以上、竜鱗族では2000年以上を生きる。
鷺の民以外は戦闘に特化して進化してきた種族のために負の気に飲まれやすく、一度戦い始めると相手を倒すまで戦いを止められないという特性を持つ（普段なら化身を解けば収まる）。竜鱗族が最も戦の影響を受けやすく、鳥翼族が一番影響が少ない。
これまでのシリーズの「竜族」と異なり、人型が真の姿。体の組成の問題で、異種族間で子を成すことはない。ベオクとの間になら稀に子を成すことはあるが、混血児はラグズとしての特徴は一切有さず、子どもが生まれた途端に、ラグズの親は「化身」などの能力を失ってしまう。
現在のテリウス大陸ではベオク勢力に圧迫されているが、かつてはラグズがベオクを支配する時代もあった。ベオクの国家のほとんどでは異形の姿を持つ、人間（ベオク）に似て非なる存在として認識されており、ベオクの多くはラグズを意識的・無意識的に「半獣」と呼ぶが、これは「ラグズ」にとって差別的な呼称である。「ベオク」が「ラグズ」を好意的、中立的に見ている場合は「ラグズ」と呼ぶ。
『蒼炎』では化身していないときは攻撃できなかったが、『暁』では直接攻撃をされたときのみ、反撃ができるようになった（ただし、反撃に成功しダメージを与えた場合でも、化身ゲージが溜まることはない）。
言葉はベオクと同じ「テリウス共通語」（俗にいう「現代語」）を話すが、一部ではまだうまく話せなかったり、旧セリノス王国とハタリ王国の公用語は「古代語」であり、また意図的に「古代語」を話す者もいる。
獣牙族
獣の特徴を有するラグズの総称。獅子、虎、猫、狼の民がいる。寿命はベオクの5～6倍。
獣牙族は同族との結びつきが非常に密接であり、同胞意識が強い。獣牙族は鳴き声で意思の疎通ができるために基本的に言葉を必要としないが、ベオクやほかの部族と対話するために「テリウス共通語」の習得を義務づけられている。人型の際はガリアの獣牙族は猫のような耳と尻尾、ハタリの獣牙族は狼のような耳と尻尾を有し、顔（ハタリは体）などに独特の紋様がある。
目と鼻が良く、わずかな月明かりの下でも活動可能。反撃時は獅子・虎は拳で、猫・狼は蹴りで反撃する。化身後は炎魔法に弱くなる。
種族全体の傾向としては好戦的で、策よりも力任せの戦法を好む。ラグズのなかでは一番寿命が短く、ラグズがベオクに支配されていた時代を知る者はほとんどいないため、ベオクを侮る者たちも多い。
鳥翼族
鳥の特徴を有するラグズの総称。鷹・鴉・鷺の民が知られている。寿命は鷹・鴉がベオクの10倍、鷺が1000年以上。鷹の民・鴉の民・鷺の民はかつては獣牙族と同様に同じ土地で暮らしていたが、気質がまったく異なることから、それぞれ別の国に分かれている。
人型の際にも翼を背中に有し、飛行することができる。また、大昔には卵から生まれた時代もあったという。どれも化身時の翼長は2mを超える。ラグズの中では一番負の気に飲まれづらい。
鳥目なので、夜間の活動は極めて難しい。反撃時は鷹と鴉は蹴り（ティバーンのみ拳）で反撃するが、鷺は反撃しない。飛行ユニット扱いなので、飛ぶことのできないラフィエル以外は、弓と風魔法に弱い。
鷺の民にいたっては、レベルが上がっていくごとに使える呪歌（ガルドル）が増えていく。
竜鱗族
竜の特徴を有するラグズの総称。黒竜、白竜、赤竜の民が知られている。竜鱗族は全体主義的な気質を備え、王の命令を忠実に守って生きている。国から出ることはほとんどない。寿命は2000年以上。
テリウス大陸最強の種族。化身時も二足歩行で手先が器用。人型の際には、耳がとがっていることと浅黒い肌を除けばとくにベオクとの外見的差異はない。これまでのシリーズに登場した「竜族（マムクート）」と比較すれば体が小さく、寿命も短い。竜鱗族同士でも子供が出来ることは数十年に一度しかなく、他の種族と比べて個体数は少ない。また、種としての寿命が長いため、妊娠期間が非常に長い。ラグズのなかでも負の気に飲まれやすく、一度戦い始めると相手が完全に負けるまで戦いをやめない。
ブレスで攻撃可能。赤竜と黒竜の攻撃は物理の、白竜の攻撃は無属性の魔法の攻撃の性質を持つ。前作では直接攻撃しかできなかったが、今作では魔法などと同じく間接攻撃も可能。反撃時は蹴りあるいは拳で反撃する。化身後は雷魔法に弱くなる。
マンナズ
大昔に女神アスタテューヌにより創られた、現在のベオクとラグズの祖先にあたる種族。当時は獣に近い種族だったが、女神アスタテューヌが自身と似た存在がいないことを何千年もの間悲しんでいたため、一部が彼女と近い者（人）になろうと姿を変えた者達のことを指す。
ベグニオンでは、ラグズを奴隷化するのに都合の良いよう、ベオクの祖先と捏造されて言い伝えられていた。
人
ラグズとベオクの両方を指す。「ベオク」はごく普通に自分たちのことを「人間」とよぶが、「ニンゲン」はラグズからベオクの蔑称として使われている（もともとはラグズ奴隷が主のベオクに対して隠語として使っていたもので、発音は全く同じ）。もともとはマンナズ=人であった。
印付きと親無し
ベオクとラグズとの間に生まれた混血児の子孫のうち、体に独特の紋様が現れた者のこと。「印付き」はベオクの間で、「親無し」はラグズの間でそれぞれ使われているものである。以下、便宜を鑑み、とくに説明が必要でないかぎりは、「印付き」で統一する。
混血第1世代が即座に印付きとなるわけではなく、何世代も後に突然現れることがあるが、なぜ発生するのかはいまだ解明されていない。しかし、印が浮き出るのはむしろ稀で、そもそもベオクとラグズの間に子孫が出来ること自体が滅多にない。外見はベオクそのものだが、ラグズ特有の特殊な能力を身につけており、ベオクよりもはるかに身体能力や魔力に優れている。本作に登場した人物は例外なく強い力を発現させており、戦闘に直接加わらなかった人物も、アスタルテの1度目の審判を回避する存在となっていた。引いているラグズの血にもよるが、数年経つと成長に遅れが出るため、普段はベオクに紛れて暮らしているものの、一箇所に留まると成長の遅れで正体がバレてしまうため、ほとんどの者は迫害を恐れ各地の放浪を余儀なくされている。
印付きはある一定以上の年齢を超えると、一目で同族が判別できるようになってくる。ラグズのなかには、一目見ただけですぐに親無しだと気付く者もいれば、気付きこそしないが違和感を持つ者もいるが、ほとんどは印を見なければまったく気付かない者も多い。されど、「印付き」すなわち「親無し」はラグズにとって存在しないものであり、見かけてもそこに何もいないかのように扱い、親無しを見つけても襲うことはなく、目を合わせようともしない。「ラグズ」が「ベオク」を支配する時代では、汚れた子としてラグズに私刑にされたこともあった。ベオクもラグズの血を引く印付きを忌み嫌い迫害するものの、ラグズのように存在の否定まではしないため、印付きの多くはベオク以上にラグズを憎んでいる。
テリウス大陸では異種族間の混血は「女神の禁忌」とされており、ベオク・ラグズ双方から忌み嫌われている。しかし、実際には女神であるアスタルテとユンヌは、異種族間の混血を禁忌としたわけではない。のみならず、彼女らが眠りにつく前には混血は存在しておらず、かつて自力進化を果たしたマンナズのように、女神である彼女たち自身も知らない可能性存在と成り得ていた。こういった言い伝えが残されたのは、ラグズ（鷺）のエルランと初代ベグニオン国王オルティナとの間に史上初の混血児が生まれた際、ラグズ側の親がラグズとしての能力を失ってしまうという事実が発覚したことが発端となっている。これによって、ラグズがベオクとの友好関係に不満を抱くのを危惧したオルティナやデギンハンザーが、「女神の禁忌」という名目で混血を禁じてしまったことによる。しかし、混血児の子孫も印付きになる場合があることは彼らにとっても想定外であったため、そのせいで印付きはいわれのない迫害を受けるようになってしまった。
精霊の護符
魔道の源は大自然を司る精霊の力であり、精霊と契約し体内に取り込むと自分の魔力を上げることができる。しかし、自身を餌にして精霊を受け入れるために強大な魔力の代償として魂を削られる。よほどの覚悟がないとできないといわれるが、なかには精霊の方から契約をすることも極稀にあるという。契約をした証として、身体のどこかに「印」が現れる。「印付き」の模様とよく似ているので、「印付き」がそのことを隠すために「精霊の護符」と偽ることもある。逆に、「印付き」と間違えられて迫害される者もいる。
神使
女神アスタルテの代弁者。初代ベグニオン国王オルティナの血を受け継ぐ女性のみがその資格を有する。神使であることは、（慣例的に）同時にベグニオン皇帝であることも示す。
神使の先祖は鷺のラグズであるエルランの血を引くため、人の心を読み取ることができる。神使のみに現れる「心を読み取る」「女神と会話ができる」という能力は鷺の民の力の表れである。そのため、ラグズとベオクとの混血であるという証の印がある者でないと神使になれない。ただし、神使が「印付き」であることは、本人と元老院しか知らない、ベグニオン最大の秘密である。
なりそこない
旧デイン王国の生物実験によって、本来の性質を歪められたラグズのことを指す。「化身」したままずっと元に戻らず常に高い戦闘力を維持できるが、その代償として薬により心身を歪められ短命になり、精神が破壊されて自我を失い、凶暴化する。特別な薬を用いることで使役できる。実験途中に生まれた失敗作であることから、この名称で呼ばれる。
薬の効果が薄ければ、鷺の民の“再生”の呪歌により、元の姿へ戻すことができる。
本作では前作に引き続き、虎、猫、鷹、鴉、赤竜が登場する。
三雄
およそ800年前に邪神と戦い、これを封印した3人の勇者、ベオクの剣士のオルティナ、獣牙族の戦士ソーン、竜鱗族の長デギンハンザーを指す。
メダリオン
およそ800年前、三雄によって倒された邪神がエルランの呪歌によって眠り、封印されている。見た目は古ぼけた青銅製のメダリオン。【負】の力が眠っているため、よほど【正】の力が強い者でもない限り、メダリオンに触れてしまうと【負】の気に飲み込まれ暴走してしまう。大陸規模の戦乱が起きる、あるいはオルティナの子孫が「解放」の呪歌を歌うと、メダリオンに封じられている邪神が目覚めると言われている。
エルランの子孫にあたるセリノスの民たちが保管していたが、“セリノスの大虐殺”の際に王女リーリアと共に姿を消した。実はある人物の陰謀によってリーリアはデイン王アシュナードに幽閉され、メダリオンに封じられた邪神の復活を強要されていたが、【正】の気が強く心をかよわせていたエルナにメダリオンを託し、エルナはリーリアの願いを叶えるためにデインから逃亡した。エルナの死後は娘であるミストが母の形見として肌身離さず大切に持っていたが、『蒼炎』の中盤で盗まれてアシュナードの手へと渡ってしまった。アシュナードが倒された後は、セリノスの王族であるリュシオンとリアーネの元へ戻り、メダリオンをあるべき場所に戻して欲しいというリーリアの願いはようやく果たされた。
正式名称は“エルランのメダリオン”。また、蒼い炎を放っているため、“蒼炎”、“炎の紋章・ファイアーエムブレム”とも呼ばれる。本作でも物語の鍵を握る重要なアイテムとなっている。
ラグネルとエタルド
三雄の1人、オルティナが愛用していた双剣で、邪神を封じる際、女神アスタルテの加護を受けた。
前作でラグネルは、漆黒の騎士とアシュナードの鎧にダメージを与える剣としてアイクが振るい、彼らを見事撃破した。
終戦後にベグニオンの至宝であることが判明したため、ラグネルはベグニオン帝国に返還されている。エタルドは漆黒の騎士が持ち、今作に登場したときも所持している。
四駿
デイン王国に仕える将のうち、最も力を持つ者4名に与えられた称号。
今作で再建されたデイン王国はとくにこの称号は設けておらず、最後の「四駿」は漆黒の騎士、プラハ、ブライス、ベウフォレスが該当する。なお、12代王の「四駿」はブライス、タウロニオ、ランビーガ、ガウェインである。
聖天馬騎士団
ベグニオン空軍の右翼を担う。神使派。天馬騎士のみで構成され、全員が女性である。神使親衛隊はこのなかから選ばれるが、貴族出身であることが最低条件。現団長はシグルーン、副団長はタニス。
聖竜騎士団
ベグニオン空軍の左翼を担う。元老院派。竜騎士のみで構成され、荒っぽい気性の者が多いが、実力は高い。男女関係なく構成される。
血の誓約
古から伝わる、一国の王が何かを借用する際に結ぶ誓約儀式。儀式に血印を用いるために、こうよばれる。誓約を結ぶと、左右どちらかの腕に誓約の“証”とよばれる、輝く模様が現れることが特徴。
誓約には主と従があり、従の側の契約者が約定を違えると呪いが発動し、その国の民すべての命が奪われる。たとえ契約者本人が亡くなったとしても、誓約が解かれるまで、“証”は次代の王もしくはそれに順ずる者に継承される。誓約から解放されるためには、誓約書を取り戻して、破いたり燃やしたりして破棄すればよい。なお、主の側の契約者が死亡すると、誓約の完全な解放とまではいかないものの、ある程度は効力が弱まる。
また、誓約が国家間で交わされたものだった場合には、国においてより地位が高い人物と改めて誓約を交わせば、過去に結んだものは失効する。
古代語
テリウス大陸で大昔に使われていた言葉。言葉はもともとベオクが生み出したが、古代語はラグズには習得が難しかったため、現在のテリウス公用語である「テリウス共通語」が作り出された。ベオクは古いものにこだわらずに新しく便利なものを使う傾向があるため、魔道以外はすべて現代語に一新した。
ラグズでは主に鷺の民が話し、鷺の民と親しい鳥翼族の一部の者は古代語が大体理解できる。長命な竜鱗族は古代語を読むことができ、ベオクは魔道士ならかろうじて読める。ハタリでは、現在も公用語として用いられている。
暁の女神
本作の最重要人物。女神アスタテューヌのこと。髪の色が夜明けの光のようだったことから、マンナズから【暁の女神】と讃え敬われた。

## クラス

### ベオク

#### 下級クラス
- 光魔道士（ライトマージ）

暁の団に所属する「銀の髪の乙女」。ミカヤ専用クラス。光魔法を専門に使う。
- 剣士（ブレイド）

剣を専門に使う武人。技と速さが高い。兵種スキルとして、必殺+5の補正が付く。
- 兵士（ソルジャー）

槍を専門に使う一般兵士。バランスの取れた能力を持つ。
- 戦士（ファイター）

斧を専門に使う力自慢の男。体力と力が高い。
- 弓兵（アーチャー）

弓を専門に使う射手。直接攻撃はできない。アーチ類を使える。
- 盗人（シーフ）

宝を求め戦場を駆け回る泥棒。速さが高く、短剣を得物とする。「盗む」のスキルを持ち、カギ開けが得意。自軍には存在しない。
- 強盗（バンデット）

民家を襲い略奪行為を働くならず者。敵専用クラス。戦士と似た能力を持ち、同様に斧を扱う。
- 重装兵（アーマー）

厚い鎧を身にまとい、味方を護る重装歩兵。
剣重装兵（ソードアーマー）、槍重装兵（ランスアーマー）、斧重装兵（アクスアーマー）がいる。守備力に優れるが、速さや魔法防御、移動力などは低い。槍重装兵と斧重装兵は自軍には存在しない。
- 騎士（ナイト）

馬上で戦う騎士。剣騎士（ソードナイト）、槍騎士（ランスナイト）、斧騎士（アクスナイト）、弓騎士（ボウナイト）がいる。
移動力に優れる。槍騎士以外は自軍には存在しない。
- 天馬騎士（ペガサスナイト）

天馬にまたがり、槍を専門に使う女性騎士。速さと魔防が高いが、弓と風魔法に弱い。自軍には存在しない。
- 竜騎士（ドラゴンナイト）

飛竜にまたがり、斧を専門に使う騎士。力と守備が高いが、魔法、とくに雷魔法に弱い。
- 魔道士（マージ）

魔道書を用いて戦う魔法使い。
炎魔道士（ファイアーマージ）、雷魔道士（サンダーマージ）、風魔道士（ウィンドマージ）がおり、それぞれの理魔法を専門に使う。雷魔道士以外は、自軍に存在しない。
- 神官（プリースト）

杖を用いて味方を癒す聖職者。攻撃を仕掛けることはできないが、杖で反撃する。魔法防御が高い。

#### 上級クラス
- 光の賢者（ライトセイジ）

デインの「暁の巫女」。ミカヤ専用クラスで、光魔道士が昇格する。杖が使えるようになる。
- 勇者（ブレイブ）

グレイル傭兵団を率いる団長。アイク専用クラスで、剣を専門に使う。剣豪と比べて体力、力、守備が高い。
- 剣豪（ソードマスター）

剣士が昇格する、優れた剣術を身につけた武人。兵種スキルとして、必殺+10の補正が付く。
- 槍闘士（ハルバーディア）

兵士が昇格する、優れた槍術を身につけた兵士。兵種スキルとして、必殺+5の補正が付く。
- 勇士（ウォーリア）

戦士が昇格する、経験を積んだ屈強な男。弩が使えるようになる。
- 狙撃手（スナイパー）

弓兵が昇格する、正確無比な狙いを誇る射手。弩が使えるようになり、兵種スキルとして必殺+10の補正が付く。
- 盗賊（ローグ）

盗人が昇格する、強い泥棒。短剣を専門に使う。
- 武将（ドゥクス）

重装兵が昇格する、力強い騎士。剣武将（ブレイドドゥクス）、槍武将（グローリードゥクス）、斧武将（グレートドゥクス）がいる。それぞれ槍、斧、剣が使えるようになる。
- 騎将（ナイト）

騎士が昇格する、位の高い騎士。剣騎将（ブレイドナイト）、槍騎将（グローリーナイト）、斧騎将（グレートナイト）、弓騎将（アローナイト）がいる。
- 聖天馬騎士（ファルコンナイト）

天馬騎士が昇格する、位の高い女性騎士。剣が使えるようになる。
- 聖竜騎士（ドラゴンマスター）

竜騎士が昇格する、位の高い騎士。槍が使えるようになる。
- 賢者（セイジ）

魔道士が昇格する、優れた知恵を持った魔法使い。炎の賢者（ファイアーセイジ）、雷の賢者（サンダーセイジ）、風の賢者（ウィンドセイジ）、闇の賢者（ダークセイジ）がいる。闇の賢者は闇と雷の魔法を、ほかは理魔法3種を使う。闇の賢者はペレアス専用兵種。
- 司祭（ビショップ）

神官が昇格する、高位の聖職者。光魔法が使えるようになる。
- 杖使い（クレリック）

グレイル傭兵団団長の妹であるミストの専用クラス。剣と杖を使う。
- 呪術師（ドルイド）

闇魔法を操る呪術師。敵専用クラス。

#### 最上級クラス
- 巫女（シャーマン）

負の女神ユンヌの巫女。ミカヤ専用クラス。光の賢者が昇格。奥義「暁光」の使い手。
- 神将（ヴァンガード）

負の女神ユンヌの加護を受けた英雄。アイク専用クラス。勇者から昇格し、斧が使えるようになる。奥義「天空」の使い手。
- 剣聖（ソードエスカトス）

剣の扱いを極めた、歴戦の武人。剣豪が昇格。兵種スキルとして、必殺+20の補正が付く。奥義「流星」の使い手。
- 聖槍使い（ホーリーランサー）

槍の扱いを極めた、歴戦の兵士。槍闘士が昇格。兵種スキルとして、必殺+10の補正が付く。奥義「撃破」の使い手。
- 斧雄士（アクスブレイブ）

斧の扱いを極めた、歴戦の戦士。勇士が昇格。兵種スキルとして、必殺+5の補正が付く。奥義「鳴動」の使い手。
- 神射手（サジタリー）

弓の扱いを極めた、歴戦の弓兵。狙撃手が昇格。兵種スキルとして必殺+15の補正が付き、すべての弓の射程が2〜3になる。奥義「狙撃」の使い手。
- 密偵（エスピオン）

盗賊としての技術を極めた、偉大な盗賊。盗賊が昇格。奥義「瞬殺」の使い手。
- 将帥（マーシャル）

重歩兵の頂点に立つ、騎士のなかの騎士。武将が昇格。剣、槍、斧を使う。奥義「月光」の使い手。
- 将帥（マーシャル）

ベグニオン帝国軍を統率する総司令官。ゼルギウス専用クラス。通常の将帥と違い、斧は使えず剣と槍を使う。ユニット紹介とイベントでのみ登場する。奥義「月光」の使い手。
- 黄金騎将（ゴールドナイト）

黄金の鎧に身を包んだ、最高位の騎士。剣騎将、斧騎将から昇格し、剣と斧を使う。奥義「太陽」の使い手。
- 白銀騎将（シルバーナイト）

白銀の鎧に身を包んだ、最高位の騎士。槍騎将、弓騎将から昇格し、槍と弓を使う。奥義「太陽」の使い手。
- 神天馬騎士（エンリルナイト）

天馬を自在に操り、天空を翔る女性騎士。聖天馬騎士が昇格。奥義「叫喚」の使い手。
- 神竜騎士（リンドブルム）

飛竜を自在に操り、天空を翔る騎士。聖竜騎士が昇格。奥義「叫喚」の使い手。
- 大賢者（アークセイジ）

魔道を極めた、最高の魔法使い。賢者が昇格。杖が使えるようになる。奥義「陽光」の使い手。
- 聖者（セイント）

徳が高い聖職者。司祭が昇格。奥義「暁光」の使い手。
- 戦乙女（ヴァルキュリア）

馬に乗り戦場を駆ける乙女。ミスト専用クラス。杖使いから昇格し、歩兵ユニットから騎馬ユニットになる。奥義「太陽」の使い手。
- 女王（クィーン）

クリミア王国を治める女王。エリンシア専用クラス。天馬に乗り、剣と杖を使う飛行ユニット。奥義「叫喚」の使い手。
- 皇帝（カエサル）

ベグニオン帝国を治める皇帝。サナキ専用クラス。理と光の魔法を使う。奥義「陽光」の使い手。
- 暗殺者（アサシン）

闇に生きる暗殺者。フォルカ専用クラス。短剣を専門に使い、兵種スキルとして必殺+25の補正が付く。奥義「滅殺」の使い手。
- 漆黒の騎士（ダークナイト）

かつてのデイン王国の四駿。漆黒の騎士専用クラス。剣と槍を使う。奥義「月光」の使い手。
- 召喚士（サマナー）

異端の魔道使い。イズカ専用クラス。闇魔法と杖を操り、なりそこないを召喚する。奥義「陽光」の使い手。
- 宰相（チャンセラー）

ベグニオン帝国の宰相。セフェラン（エルラン）専用クラス。光、闇の魔法と杖を使う。奥義「暁光」の使い手。

### ラグズ
- 獣牙族 - 獣に化身して戦うラグズ。化身後は炎魔法に弱くなる。
  - 獣牙族/猫（ビーストトライブ/キャット） - 猫に化身する。速さに優れる。奥義「砕破」が使える。
  - 獣牙族/虎（ビーストトライブ/タイガー） - 虎に化身する。力と守備に優れる。奥義「咆哮」が使える。
  - 獣牙族/狼（ビーストトライブ/ウルフ） - 狼に化身する。技と速さに優れる。奥義「威風」が使える。
  - 獣牙族/獅子（ビーストトライブ/ライオン） - 獅子に化身する。体力、力、守備に優れる。スクリミルとジフカで能力上限値が異なる。奥義「咆哮」が使える。
  - 狼女王（クイーンウルフ） - ハタリの狼女王ニケの専用クラス。狼に化身する。奥義「威風」が使える。
  - 獅子王（キングライオン） - 獅子王カイネギスの専用クラス。獅子に化身する。奥義「咆哮」が使える。
- 鳥翼族 - 鳥に化身して戦うラグズ。飛行ユニット扱いで、弓と風魔法に弱い（ラフィエルは除く）。
  - 鳥翼族/鷹（バードトライブ/ホーク） - 鷹に化身する。技と速さに優れる。奥義「滑翔」が使える。
  - 鳥翼族/鴉（バードトライブ/クロウ） - 鴉に化身する。速さと魔防に優れる。奥義「滑翔」が使える。
  - 白鷺王子（プリンスイーグレット） - ラフィエル、リュシオン専用クラス。鷺に化身する。魔防と幸運に優れるが、ほかの能力は非常に低い。戦闘はできないが、さまざまな効果を持つ呪歌（ガルドル）を謡える。ラフィエルは飛ぶことができない。ラフィエルとリュシオンで能力上限が違う。
  - 白鷺姫（プリンセスイーグレット） - リアーネ専用クラス。鷺に化身する。魔防と幸運に優れるが、ほかの能力は非常に低い。戦闘はできないが、呪歌を謡える。
  - 鷹王（キングホーク） - 天空の覇者、ティバーンの専用クラス。鷹[注 2] に化身する。自軍加入ユニットとしては、最大の移動力を誇る。奥義「滑翔」が使える。
  - 鴉王（キングクロウ） - 黒鴉王ネサラの専用クラス。鴉に化身する。奥義「滑翔」が使える。
- 竜鱗族 - 竜に化身して戦うラグズ。ほかの種族と比べると、間接攻撃ができるぶん、移動力に劣る。化身後は雷魔法に弱くなる。
  - 竜鱗族/赤鱗（ドラゴントライブ/レッド） - 赤竜（レッドドラゴン）に化身する。力と守備に優れる。イナは白竜の血が混じっているため能力上限がほかの赤竜と異なり、HP、力、守備が劣るかわりに、魔力、速さ、魔防が高い。奥義「逆鱗」が使える。
  - 竜鱗族/白鱗（ドラゴントライブ/ホワイト） - 白竜（ホワイトドラゴン）に化身する。魔力と魔防に優れる。奥義「逆鱗」が使える。
  - 竜王子（プリンスドラゴン） - ゴルドア王国の王子、クルトナーガの専用クラス。黒竜（ブラックドラゴン）に化身する。赤竜、白竜と異なり、化身後は空を飛ぶが、移動力は劣る。奥義「逆鱗」が使える。
  - 黒竜王（キングブラックドラゴン） - 古の時代の三雄のひとりである、デギンハンザーの専用クラス。黒竜に化身する。奥義「逆鱗」が使える。

### その他
- 放浪者（ピルグリム） - 第一部3章時点のクルトのクラス。戦えない。
- 行商人（ベンダー） - 道具屋ララベルのクラス。戦えない。
- 市民（シビリアン） - 一般市民。戦闘能力はない。
- 馬（ホース） - 軍用の馬。特定の章のみに登場し、戦闘はしない。
- 精霊（スピリット） - アスタルテが使役する精霊。敵専用クラス。炎、雷、風の3種がいる。非常に高い移動力を持つ。
- 正の女神（ガデス） - アスタルテ専用クラス。物理、魔法のさまざまな攻撃をする。

## スキル

### 通常スキル

#### 個人スキル
汎用スキル
対応するスキルの書さえあれば、誰でも習得可能なスキル。
- 怒り - HPが20%未満になったとき、技%（+バイオリズム補正）の確率で、必殺率が50上がる。
- 一発屋 - 発動選択可能。命中率半分、必殺率倍の攻撃を行う。
- 祈り - HPが0になる攻撃を受けたとき、幸運%（+バイオリズム補正）の確率で、HPが半分になる。
- エリート - 経験値が2倍貰える。
- 大盾 - 技%（+バイオリズム補正）の確率で、あらゆる攻撃を無効化する。
- 回復 - 自軍フェイズ開始時、最大HPの10%分だけHPを回復する。
- カウンター - 技%（+バイオリズム補正）の確率で、受けたダメージの半分を相手に与える。
- キャンセル - 相手に攻撃を命中させたとき、速さ%（+バイオリズム補正）の確率で、相手の反撃を封じる。
- 強運 - 必殺の一撃を受けなくなる。
- 恐怖 - 周囲3マス以内にいる敵の命中値、必殺値を5下げる。
- 小手調べ - 発動選択可能。攻撃力を半分にして戦闘をする。
- 守護 - 隣接する支援相手への攻撃を、支援レベル（+バイオリズム補正）に応じて、自分が受けることがある。
- 俊足 - 移動力が2上がる。
- すり抜け - 敵のいるマスでも通過できる。
- 大器晩成 - 得る経験値が半分になるかわりに、能力が上がりやすくなる。
- 挑発 - 相手から攻撃対象にされやすくなる。
- 天敵 - 化身後のラグズに特効ダメージを与える。獣、鳥、竜と分かれている。
- 能力勝負 - 発動選択可能。互いに地形、支援効果、スキルを無視して戦う。
- 待ち伏せ - 攻撃を受けたとき、速さ%（+バイオリズム補正）の確率で、こちらが先に攻撃を行う。
- 護り手 - 味方を救出していても、技と速さが減らない。
- 見切り - 相手の戦闘用スキルを無効化する（ただし、「必殺＋n」・「女神の加護」は無効化できない）。
- 勇将 - HPが20%未満になったとき、力%（+バイオリズム補正）の確率で、力、技、速さが1.5倍になる。
- 連続 - 速さ%（+バイオリズム）の確率で、2回連続攻撃を行う。
- 練達 - 敵の特効を無効化する。

限定スキル
ある特定の兵種や種族でしか習得できない、あるいは特定の兵種では習得することができないスキル。
- 赤の波動 - 隣接する味方全員の力、技を5上げる。竜鱗族/赤竜専用スキル。
- 威圧 - 間接攻撃を受けたとき、力%（+バイオリズム補正）の確率で、相手を1ターンの間行動不能にする。獣牙族専用スキル。
- 隠伏 - 攻撃対象がほかに存在するかぎり、自身は攻撃対象にされない。ベオク専用スキル。
- 影 - 相手から攻撃対象にされにくくなる。ベオク専用スキル。
- 風切り - 間接攻撃を受けたとき、技%（+バイオリズム補正）の確率で、力の数値分のダメージを相手に与える。鳥翼族/鷹・鴉専用スキル。
- 黒の波動 - 隣接する味方全員の守備と魔防を5上げる。竜鱗族/黒竜専用スキル。
- 白の波動 - 隣接する味方全員の魔力と速さを5上げる。竜鱗族/白竜専用スキル。
- 迅雷 - 間接攻撃を受けたとき、速さ%（+バイオリズム補正）の確率で、力の数値分のダメージを相手に与える。獣牙族専用スキル。
- 空の祝福 - 自軍フェイズ開始時、隣接する味方のHPを魔力分回復する。白鷺王子、白鷺姫専用スキル。
- 地の祝福 - 自軍フェイズ開始時、隣接する味方の状態異常を回復する。竜鱗族専用スキル。
- 治癒 - 自軍フェイズ開始時、魔力の値分だけHPを回復。回復量が魔力に依存するため、魔道書、杖を扱うユニットは原則として習得できない[注 3]。
- 半化身 - 発動選択可能。能力値半分上昇の状態で化身する。ラグズ専用スキル（ただし、白鷺王子、白鷺姫を除く）。
- 飛鳴 - 間接攻撃を受けたとき、幸運%（+バイオリズム補正）の確率で、1ターンの間相手の幸運を0にする。鳥翼族/鷹・鴉専用スキル。
- 武器破壊 - 技/2%（+バイオリズム補正）の確率で、自分の累計レベル分だけ、相手の武器の耐久度を減らす。ベオク専用スキル。
- 武装解除 - 技/2%（+バイオリズム補正）の確率で、相手の武器を装備解除する。ベオク専用スキル。
- ぶちかまし - 発動選択可能。体当たりで2マス分移動させる。騎馬系ユニットは習得不可。
- 練磨 - 武器レベルが上がりやすくなる。ベオク専用スキル。

専用スキル
特定のユニットのみが習得可能なスキル。各キャラクターの設定と密接に結びついており、外せないものも多い。
- 癒しの手 - 発動選択可能。味方一人に自分のHPを分け与え、状態異常も治す。ミカヤ専用スキル。
- 王者 - 常に化身状態でいることができる。ラグズ王専用スキル。
- オーラ - 受けたダメージの半分を相手に与える。アスタルテ専用スキル。
- 慈悲 - 相手のHPを必ず1残す。エリンシア専用スキル。
- 邪眼 - 発動選択可能。一定の確率で、マップクリアまで相手を石化状態にする。ニケ専用スキル。
- 順風耳 - 回避および必殺回避を20上げる。ウルキ専用スキル。
- 千里眼 - 命中率を20上げ、索敵マップでの視界を5マス分広げる。ヤナフ専用スキル。
- 女神の加護 - 負の女神の加護を受けていない武器の攻撃を受け付けず、自軍フェイズ開始時に幸運の値分だけHPを回復し、さらに「見切り」と「強運」の効果を持つ。セフェラン、デギンハンザー、アスタルテ専用スキル。

#### 兵種スキル
- 呪歌謡い - レベルに応じてさまざまな呪歌を謡う。白鷺王子、白鷺姫専用スキル。
  - 再動 - 行動済みの味方を再行動させる。
  - 喜樂 - Lv15で習得。味方のバイオリズムを絶好調にする。
  - 哀憐 - Lv20で習得。敵のバイオリズムを絶不調にする。
  - 勇武 - Lv30で習得。味方ラグズの化身ゲージを満タンにする。
  - 快癒 - Lv40で習得。味方のHPと状態異常を完全回復させる。
- 再移動 - 最大移動力未満の移動のとき、行動後に残りの移動力分の移動ができる。騎馬・飛行系専用スキル。
- 体当たり - 発動選択可能。体当たりで1マス分移動させる。騎馬系ユニットは習得不可。
- 必殺+n - nの数値分、必殺が上昇する。
- 盗む - 発動選択可能。敵の持ち物を1つ盗むことができる。盗賊系専用スキル。

### 奥義スキル
ベオクの奥義は最上級職になると自動で、ラグズはLv30以上で「悟りの符号」を用いることによって習得し、一度習得すると外すことはできなくなる。使用するスキルキャパシティは30、ないし25となっている。
- 威風 - 狼奥義。技%（+バイオリズム補正）の確率で発動。力を3倍にしたダメージを与え、さらに1ターンの間相手の技を半減させる。
- 滑翔 - 鷹・鴉奥義。速さ%（+バイオリズム補正）の確率で発動。力を3倍にしたダメージを与え、さらの1ターンの間相手の速さを半減させる。
- 叫喚 - 神天馬騎士・神竜騎士・女王奥義。技%（+バイオリズム補正）の確率で発動。通常の3倍のダメージを与え、さらに1ターンの間相手を行動不能にする。
- 暁光 - 巫女・聖者・宰相奥義。技%（+バイオリズム補正）の確率で発動。魔防を無視してダメージを与え、さらに1ターンの間相手の命中率を半減させる。
- 撃破 - 聖槍使い奥義。技%（+バイオリズム補正）の確率で発動。与えるダメージが4倍になる。
- 逆鱗 - 竜鱗族奥義。技%（+バイオリズム補正）の確率で発動。与えるダメージが3倍になる。
- 月光 - 将帥・漆黒の騎士奥義。技%（+バイオリズム補正）の確率で発動。相手の守備を無視したうえで、漆黒の騎士の場合は力が5倍、将帥の場合は力が3倍になる。
- 砕破 - 猫奥義。速さ%（+バイオリズム補正）の確率で発動。力を5倍にしたダメージを与え、さらに1ターン行動不能にする。
- 瞬殺 - 密偵奥義。技/2%（+バイオリズム補正）の確率で発動。相手のHPを1にする。通常攻撃で倒せるときにも1になる。特定の敵には効かない。
- 狙撃 - 神射手奥義。技/2%（+バイオリズム補正）の確率で発動。通常の3倍のダメージを与え、さらに6ターンの間相手を眠らせる。
- 太陽 - 黄金騎士・白銀騎士・戦乙女奥義。技/2%（+バイオリズム補正）の確率で発動。通常の3倍のダメージを与え、与えたダメージ分HPを回復する。
- 天空 - 神将奥義。技/2%（+バイオリズム補正）の確率で発動。「太陽」と「月光」の2回攻撃をする（ただし、ダメージ3倍、力3倍の効果はない）。
- 咆哮 - 虎・獅子奥義。力%（+バイオリズム補正）の確率で発動。力を3倍にしたダメージを与え、さらに1ターンの間相手を行動不能にする。
- 鳴動 - 斧雄士奥義。技%（+バイオリズム補正）の確率で発動。力を3倍にしたダメージを与え、さらに+αで与えるダメージが増える。
- 滅殺 - 暗殺者奥義。技/2%（+バイオリズム補正）の確率で発動。一撃で相手を葬る。特定の敵には効かない。
- 陽光 - 大賢者・皇帝・召喚士奥義。技%（+バイオリズム補正）の確率で発動。魔防を無視してダメージを与え、与えたダメージ分HPを回復する。
- 流星 - 剣聖奥義。技/2%（+バイオリズム補正）の確率で発動。5回連続で攻撃する。

## 日本国外版の違い
日本国外版（北米・オセアニア版およびヨーロッパ版の2種類）には、以下に挙げる日本版とは異なる独自のイベントや仕様が存在する。ここではその中のいくつかを紹介する。
- 第三部と第四部でいくつかの会話と一枚絵が追加され、とくにミカヤの台詞や血の誓約関連に大幅な変更がある。
- ノイス、エディ、レオナルドに、それぞれ能力補正のある強力な専用の武器であるタルヴォス、カラドボルグ、ルグナサドと入手時の拠点会話が追加されている。
- エディ、レオナルドの初期値が上昇している。
- 本体でリセットしても中断セーブが消えない（日本語版を含む最近のシリーズでは消える）。また、従来のFEでは中断セーブが1つしか作れないが、日本国外版では日本版のマニアックモード（表記はハードである）でのみ複数作れるので2人以上同じセーブブロックが使用できる。
- 最上級職アイテム、「マスタークラウン」と「ホーリークラウン」無しでクラスチェンジが可能。この変更の一環として、入手可能なマスタークラウンの数は、必要性が減ったため、日本版では13個だったのが、日本国外版では5個に削減された（3つは術書に置き換えられ、残りの5つは代替品なしで削除された）。
- スキル「勇将」の発動判定と効果は説明文こそ同じだが、実際には国内版のHP20%未満で力%の発動率で力・技・速さが1.5倍から、海外版ではHP50%未満で常に技・速さが1.5倍に変更されている。
- スキル「怒り」の発動判定と効果が、国内版のHP20%未満で技%の発動率で必殺率が+50%から、海外版ではHP30%未満で常に必殺率+50%に変更されている。
- ギャラリーが存在し、味方全員と一部の脇役や敵対キャラクターの公式イラストを閲覧できる。
- 画面比率を、ノーマル（4:3）とワイド（16:9）から選択できる。
- 「Nintendo DREAM 任天堂ゲーム攻略本 ファイアーエムブレム 暁の女神」を見ないと難解な古代語が、日本国外用に翻訳されている。
- 化身解除を選択して化身を解除した場合、化身ゲージの値は国内版のように0とならず、そのまま保持される。
- 武器の錬成が日本版と違い、作成する前に自軍の武器を売ってポイントを溜める必要がない。
- 第1、2、3部以降に次の部に関連した予告編ムービーがある。
- ヨーロッパ版ではメッセージが英語のみであった前作と異なり、英語・ドイツ語・フランス語・スペイン語・イタリア語の5ヶ国語対応になっている。
- 日本語版ではハード以上の難易度でテキストが詳しくなっているが、海外版では難易度にかかわらず日本語版ノーマルモードと同様のテキストである[4]。